# Otto Günther
Otto Günther (3. července 1845 Ilsenburg – 24. listopadu 1914 Vídeň) byl rakouský hutnický odborník, manažer a politik německé národnosti, na počátku 20. století poslanec Říšské rady.

## Biografie
Studoval na vysoké škole technické ve Vídni, pak získal zkušenosti jedné z tamních hutí. V letech 1870–1871 se jako důstojník v záloze účastnil prusko-francouzské války. Po skončení války nastoupil jako ředitel hutí v saském Lauchhammeru. Roku 1874 se přestěhoval do Vídně a převzal vedení tamní slévárny firmy R. Ph. Waagner. Podnik pod jeho vedením začal i s produkcí železných konstrukcí, zejména mostních. Od roku 1899 působil jako akciová společnost. Díky svým úspěchům byl Günther zvolen prezidentem Rakouské důlní společnosti a zasedl v státní železniční radě. V období let 1909–1910 byl viceprezidentem a v letech 1911–1912 prezidentem Rakouského svazu inženýrů a architektů.
Na počátku 20. století se zapojil i do celostátní politiky. 28. listopadu 1905 nastoupil po doplňovací volbě místo Theodora Haaseho do Říšské rady (celostátní zákonodárný sbor) za kurii městskou, obvod Bílsko, Strumeň, Skočov atd. Opětovně byl zvolen za týž obvod i v řádných volbách do Říšské rady roku 1907, konaných poprvé podle všeobecného a rovného volebního práva. Byl zvolen za obvod Slezsko 5. Za týž obvod byl zvolen i ve volbách do Říšské rady roku 1911. Ve vídeňském parlamentu setrval až do své smrti roku 1914.
Na Říšské radě se roku 1906 uvádí jako člen Německé pokrokové strany. Po volbách roku 1907 usedl do poslaneckého klubu Německý národní svaz (širší parlamentní platforma německorakouských nesocialistických politických stran). I po volbách roku 1911 se připojil k poslanecké frakci Německý národní svaz.